# Румангу
Румангу́ (фр. Roumengoux) — коммуна во Франции, находится в регионе Юг — Пиренеи. Департамент коммуны — Арьеж. Входит в состав кантона Мирпуа. Округ коммуны — Сен-Жирон.
Код INSEE коммуны — 09251.

## Население
Население коммуны на 2008 год составляло 147 человек.
| 1962 | 1968 | 1975 | 1982 | 1990 | 1999 | 2008 |
| ---- | ---- | ---- | ---- | ---- | ---- | ---- |
| 97   | 121  | 78   | 116  | 115  | 127  | 147  |

## Экономика
В 2007 году среди 87 человек в трудоспособном возрасте (15—64 лет) 56 были экономически активными, 31 — неактивными (показатель активности — 64,4 %, в 1999 году было 58,3 %). Из 56 активных работали 50 человек (23 мужчины и 27 женщин), безработных было 6 (2 мужчины и 4 женщины). Среди 31 неактивных 1 человек был учеником или студентом, 21 — пенсионерами, 9 были неактивными по другим причинам.